# Rozmaring-barlang
A Rozmaring-barlang a Duna–Ipoly Nemzeti Parkban lévő Budai Tájvédelmi Körzetben, Budapest II. kerületében található egyik barlang. A Felső-Kecske-hegy egyetlen olyan barlangja, amely jelenleg is létezik.

## Leírás
A Felső-Kecske-hegy délnyugati oldalában, egy felhagyott kőfejtőben, a kőbánya bejáratától nem messze, nyugati irányban, balra található sziklafalban, a sziklafal aljában nyílik. A bejáratának a jobb oldala egy rövid, épített kőfal. A kőfal a természetes bejáratot takarja és ezért lehet, hogy raktárnak volt használva a barlang.
Eocén mészkőben jött létre. Egy kanyarodó főágból és egy mellékágból áll. Az egyik járat egy majdnem észak–dél irányú, széles kalcittelér mentén és abban keletkezett. Egy hasadékában öt–nyolc centiméter magas kristályok alakultak ki. Ebben a járatban nagy, két méter hosszú és 1,2 méter széles gömbfülkék figyelhetők meg és egy kalcittal borított falú, elsődleges üreg jött létre a járat nyugati falának a sík felülete mentén. Hévizes barlangokban ilyen kialakulású járat ritka. Apró borsókövek is képződtek a száraz, lezáratlan barlangban, amelynek bejárásához nem szükséges engedély. Barlangjáró alapfelszereléssel, egyszerűen bejárható, de a mellékág csak térden mászva tekinthető meg. Denevérek és nappali pávaszemek is megfigyelhetők néha benne.
Előfordul a barlang az irodalmában Felső-Kecskehegyi 1. sz. sziklaüreg (Kordos 1984) és Felsőkecskehegyi 1. üreg (Bertalan 1976) neveken is. 1983-ban volt először Rozmaring-barlangnak nevezve a barlang az irodalmában (Kraus 1983). A barlang a Rozmaring-barlang nevet amiatt kapta, mert a kőbánya a Rozmaring Termelőszövetkezeté volt.

## Kutatástörténet
A Leél-Őssy Sándor által írt, 1957-ben megjelent, A Budai-hegység barlangjai című tanulmányban meg vannak említve az óbudai Felső-Kecske-hegy kőfejtőjének üregei és egy helyszínrajzon be van jelölve helyük. 1958-ban a Városterv Barlangkutató Csoportjának barlangkutatói kutatták a Felső-Kecske-hegy működő bányájának üregeit és barlangjait.
Az 1958-ban kiadott, Budapest természeti képe könyvben több, kis barlangbejárat meg van említve, amelyek a Felső-Kecske-hegyen lévő kőfejtőben voltak és az egyik ábrán, a Felső-Kecske-hegy oldalában egy barlangjel látható. A kőfejtő üregei közül két barlang részletesen le lett írva. Ezek közül az egyik a Rozmaring-barlang. A könyvben az olvasható, hogy nummulinás mészkőben, két keresztirányú hasadék mentén keletkezett. A kőfejtő délnyugati bejáratánál, nyugat felé nyílik a körülbelül 15 méter hosszú, valószínűleg mesterségesen megnyitott hévforrásbarlang. Az első körülbelül 5 méter hosszú része kissé lesüllyedve tart délnyugat felé, majd nyugat, északnyugat felé fordulva könyökszerűen megtörik. A fordulótól egy rövid, körülbelül 2,5 méter hosszú oldalág ágazik ki majdnem déli irányba, amely a végén beomlott. A főág körülbelül másfél méter magas és másfél méter széles, amely felfelé és oldalra néha kitágul egy-egy gömbfülkeszerű, egy–másfél méter átmérőjű nagy üst miatt. Tetején és oldalfalain jól megfigyelhető a víz oldása. Omladék található benne, barlangi agyag nem.
Az 1959-ben napvilágot látott, Budapest természeti földrajza című könyvben meg van említve, hogy a könyvben ismertetett, Budán lévő fontosabb és érdekesebb barlangokon kívül van még néhány tucat, kicsi, jelentéktelen üreg a Budai-hegységben. Ezek közül valószínűleg hévizes eredetű a János-hegyi-átjáró, az óbudai Kecske-hegy és Felső-Kecske-hegy, illetve a Mátyás-hegy nagy kőfejtőjének üregei, a Csiki-hegyekben (Odvas-hegy, Kecske-hegy) fekvő kisebb üregek, az Apáthy-szikla és a máriaremetei kőfejtő üregei, továbbá a Hosszúerdő-hegyi-barlang. Ezeknek némelyike részben mesterséges eredetű. A kiadvány egyik ábráján, a Felső-Kecske-hegy oldalában egy barlangjel látszik.
A Városterv Barlangkutató Csoport 1960-ban, 1961-ben és 1962-ben kutatta a Felső-Kecske-hegyen lévő kőfejtőben található barlangok. A csoport tagjai elkészítették az egyik, általuk Négyek-folyosója nevű barlangnak elnevezett üreg alaprajz térképvázlatát. Az 1966-ban megjelent, Budai-hegység útikalauz című kiadványban le van írva röviden a Rozmaring-barlang. A leírás szerint egy V alakban visszahajló, elkeskenyedő és befelé lejtő sziklaüreg. A Bertalan Károly által írt, 1976-ban befejezett kéziratban, a 22., 23., 24. és 24/a. számú cédulákon található ismertetés a Felső-Kecske-hegy üregeiről. A 22-es számú cédulán van ismertetve a Rozmaring-barlang Felsőkecskehegyi 1. üreg néven. A barlang a Leél-Őssy Sándor, Láng Sándor és Marosi Sándor által írt három publikáció alapján lett leírva. A cédula szerint 10–15 méter hosszú, folyosószerű, szabadon bejárható turista látnivaló. Bejárata nyitott és egy embernél magasabb.

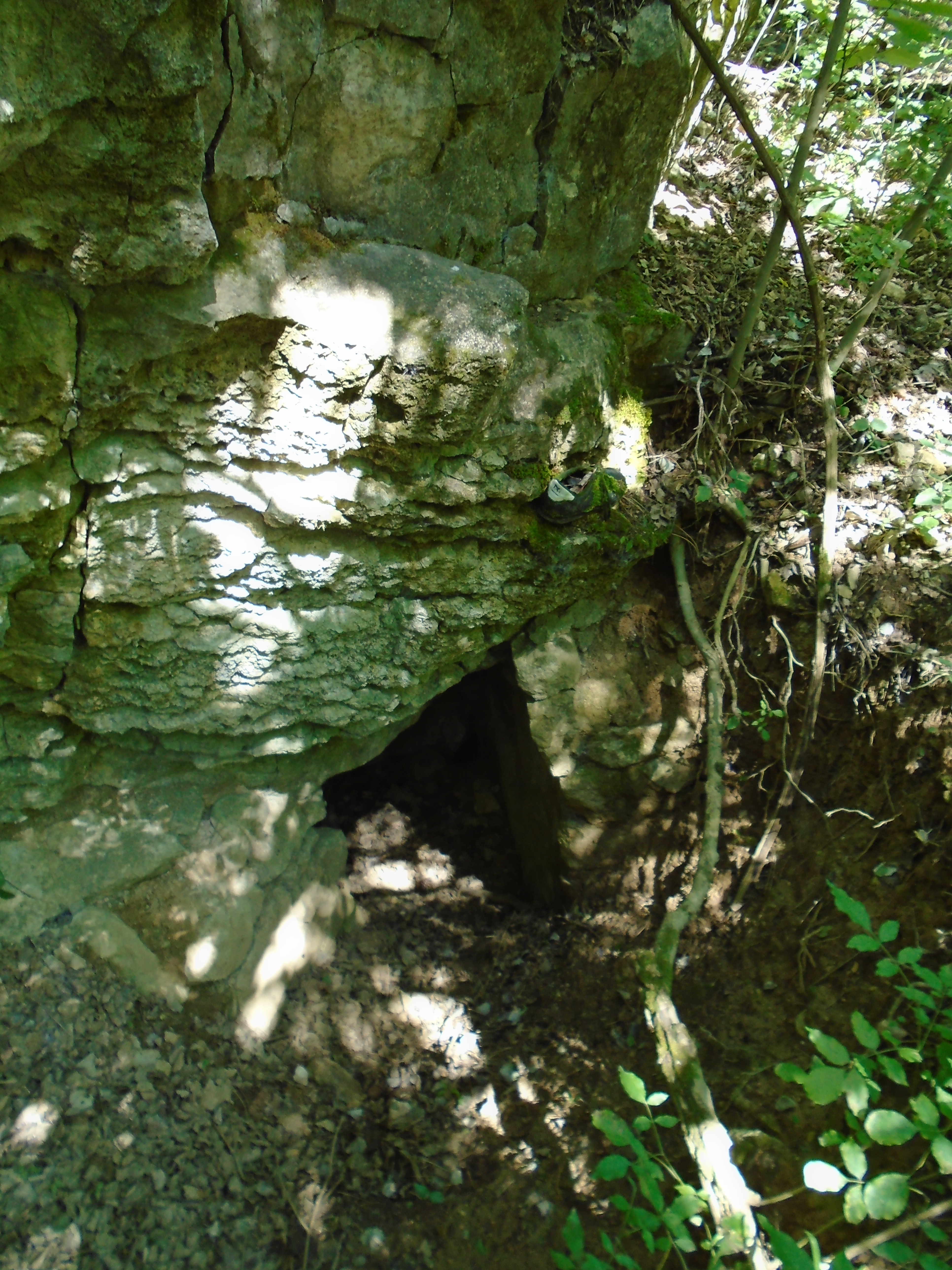
A Rozmaring-barlang bejárata 2017-ben

Kraus Sándor először 1978. április 6-án járt benne. Ekkor vizsgálta földtanát, valamint elkészítette a barlang alaprajz térképvázlatát. Az 1982-ben kiadott, Budai-hegység útikalauzban az 1966-os útikalauz leírása van megismételve. Kraus Sándor, Varga I. és Horváth Károly 1983-ban felmérték a barlang egy részét. Kraus Sándor a felmérés adatainak felhasználásával, 1983. december 19-én megrajzolta a Rozmaring-barlang (Felső-Kecske-hegy, barlangkataszteri terület: 4763) alaprajz térképvázlatát és két (egy 240°–60° irányú és egy 354°–174° irányú) hossz-szelvény térképét. Az alaprajz térképet tartalmazó lapon jelölve van az É-i irány. A rajzok az 1983. évi MKBT Beszámolóban lettek publikálva a barlang leírásával együtt. A leírás szerint a járatok végén cementálódott agyag és törmelék van, ezért bonthatók. Az 1984-ben megjelent, Magyarország barlangjai című könyv országos barlanglistájában szerepel a Budai-hegységben lévő barlang (Felső-Kecskehegyi 1. sz. sziklaüreg). A listához kapcsolódóan látható a Dunazug-hegység barlangjainak földrajzi elhelyezkedését bemutató, 1:500 000-es méretarányú térképen a barlang földrajzi elhelyezkedése.
Az 1987. évi MKBT központi kutatótábor tájékoztatójában van egy ábra, amelyen megfigyelhető, hogy a budai barlangok közül néhány, pl. a Rozmaring-barlang mekkora tszf. magasságban helyezkedik el, illetve ezeknek a barlangoknak mekkora a függőleges kiterjedése. A Student Speleoalpin Group 1989. évi beszámolójában egy térképen van helye jelölve és az olvasható, hogy a bányabejárat után, balra található barlang S alakú, kb. 18 m hosszú, hévizes eredetű és tűzgyújtogatás miatt nagyon kormos bejárata egy fallal van megerősítve. A csoport a szolnoki barlangkutatókkal kibontotta a végponti szűkületet, miután a végponti nyílásból egy denevér kirepült. Petren Imrének sikerült továbbjutni, de az új résznek egy régen felszínre vezető, zárt kürtőnél vége lett. A csoport ekkor befejezte a feltárást. Kraus Sándor járt benne 1990. június 13-án, és a barlang bejárati ágában szemetet, valamint bivakhelyet figyelt meg.
Kraus Sándor 2004 novemberében nem találta meg a Rozmaring-barlang bejáratát. 2008-ban és 2009-ben készült el a barlang fénykép-dokumentációja. 2009-ben meg lett tisztítva az apró nyílássá betemetődött bejárat. 2010-ben mélyítve lett a végponti akna. Kovács Attila és Matyuga Péter 2010. december 30-án felmérték a barlangot. Kovács Attila 2010. december 30-án, a felmérés adatainak felhasználásával megszerkesztette a barlang alaprajz térképét és keresztmetszet térképét. Ekkor elkészítette a barlang és a barlang kutatásának fénykép-dokumentációját is. A barlang alaprajz térképén be lettek jelölve a fényképek készítésének helyei és a fényképezés iránya. A felmérés alapján a barlang 29,5 m hosszú, 5,3 m mély és 6,8 m függőleges kiterjedésű. 2011-ben folytatódott a barlang végponti aknájának mélyítése.
2015-ben feltáró munkát végeztek a végponti hasadékban és fénykép-dokumentáció készült a barlangról és kutatásáról. Kovács Attila 2015. december 11-én megszerkesztette a barlang alaprajz térképét és keresztmetszet térképét. A térképek elkészítéséhez a barlangot Kovács Attila, Matyuga Péter és Szlatki Gabriella mérték fel. A felmérés szerint a barlang hossza 31 m, mélysége pedig 7 m. A térképen be lettek jelölve a fényképek készítésének helyei és a fényképezés irányai. 2016-ban folytatódott a végponti hasadékakna mélyítése, amellyel a barlang hossza 32 m, mélysége pedig 8 m lett. Ebben az évben is fénykép-dokumentáció készült a barlangról és kutatásáról. A 2016. évi kutatási jelentésben lévő topográfiai térképen, valamint földtani és topográfiai térképen megfigyelhető a Rozmaring-barlang földrajzi elhelyezkedése.

## Felső-Kecske-hegyi üregek

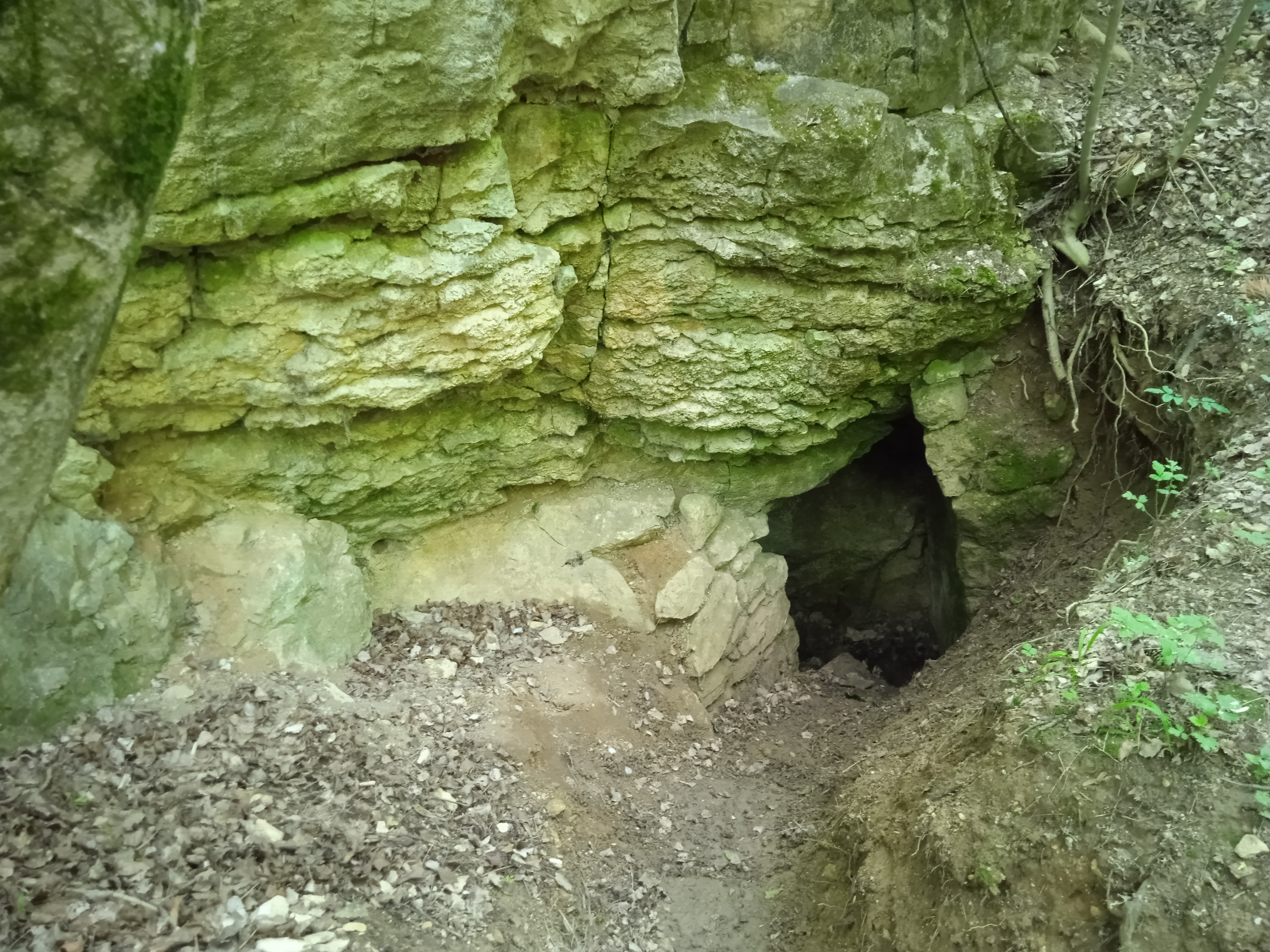
A Rozmaring-barlang bejárata 2021-ben

A kőfejtő többi, napjainkra megsemmisült üregéről Láng Sándor 1958-ban megjelent tanulmányából és Bertalan Károly 1976-ban befejezett kéziratából lehet a legtöbbet megtudni.
Láng Sándor publikációja szerint a Rozmaring-barlangon kívül, a kőfejtő délnyugati bejárata mögött, északkeleti irányban, az egyik sziklafal alján egy másik forrásbarlang is nyílik. A leírásban többek között az olvasható, hogy legalsó járatai 10–12 méter mélyen vannak a barlangbejárat alatt. A hévizek oldó hatása jól megfigyelhető a barlangban. A főág nyugat–délnyugati irányú és első öt–hat méter hosszú részétől déli irányba és felfelé egy öt–hat méter hosszú mellékág nyílik és innen egy keskeny rés vezet a felszínre.
Bertalan Károly kéziratában, a 23-as számú cédulán van ismertetve a Felsőkecskehegyi 2. üreg, amely a kézirat szerint három méter hosszú és három méter széles. Az ismertetés Bertalan Károly egyik korábbi kézirata alapján íródott.
A 24-es számú cédula szerint a Felsőkecskehegyi 3. üreg a délnyugati bejárat mögött, a bejárattól északkelet felé, az egyik sziklafal tövénél nyílt. Hossza 2,5 méter, vagy 16+X méter és mélysége 10–12 méter volt. A kőbányászatkor megnyílt hasadék további kutatások kiindulópontja lehetett volna. Az ismertetés Bertalan Károly egyik korábbi kézirata alapján íródott.
A 24/a cédula szerint a Felsőkecskehegyi 3/a üreg, amelynek másik neve Exodus-barlang, a kőfejtőbe lépve a jobb oldali, délkeleti sziklafal és a tövében felhalmozódott, magasra felhúzódó törmelék érintkezési vonalán nyílt. Bejárata körülbelül három méter magasságban volt a kőfejtő talpa felett. Kőfejtéskor megnyílt, 54 méter hosszú és 6 méter mély hasadék volt, amelynek egymástól törmelékkel elválasztott kúszójáratai voltak. Az ismertetés Brandl Vilmos 1966-os terepnaplója alapján íródott.
Az 1984-ben megjelent Magyarország barlangjai című könyv országos barlanglistájában szerepelnek a Budai-hegységben lévő barlangok Felső-Kecskehegyi 2. sz. sziklaüreg, Felső-Kecskehegyi 3. sz. sziklaüreg és Felső-Kecskehegyi 3/a. sz. sziklaüreg neveken. A Felső-Kecskehegyi 3/a. sz. sziklaüregnek Exodus-barlang a névváltozata. A Dunazug-hegység barlangjainak földrajzi elhelyezkedését bemutató 1:500 000-es méretarányú térképen látható a három barlang földrajzi elhelyezkedése.

## További irodalom
- Bertalan Károly: Kézi jegyzetek. (1959-től íródott.)
- Brandl Vilmos terepnaplója 1966-ból.
- A Városterv Építők Sportköre Barlangkutató Csoportjának 1959 előtti, 1960. és 1961. évi naplói.